# Naréna
Naréna es una ciudad y comuna del círculo de Kangaba, región de Kulikoró, Malí. Su población era de 12.535 habitantes en 2009.